# FootballDatabase
Footballdatabase.eu es una página web sobre noticias y bases de datos de fútbol. Hoy, el sitio está disponible en cinco idiomas: inglés, francés, polaco, indonesio y español. Fue fundada en 2007 y actualmente pertenece a Sport360°.

## Contenido de la página
Footballdatabase.eu es una página web de estadísticas de fútbol donde se puede encontrar información sobre todos los jugadores, clubes y partidos desde el comienzo del fútbol hasta ahora, en cualquier parte del mundo. También se pueden encontrar partidos en vivo, videos y estadísticas únicas. También hay un foro donde existe la posibilidad de agregar comentarios en todas las páginas y evaluar jugadores. La base tiene información sobre:
- 355 157 jugadores,
- 23 231 entrenadores
- Muchos otros clubes, partidos, traspasos, etc.

## Versiones
El servicio comenzó en 2007 en Francia y pronto se expandió a tres servicios lingüísticos:
- Footballdatabase.eu/en (Gran Bretaña / Internacional)
- Footballdatabase.eu/fr (Francia)
- Footballdatabase.eu/es (España)

## Popularidad del sitio
Según alexa, en enero de 2019, el sitio se encontró en el puesto 164.826 del ranking de los sitios web más populares del mundo. Tuvo el mayor número de éxitos en Francia: 31,6%, lo que le dio 18.667 de los sitios web más populares del país. Más de 1,35 millones de enlaces externos son referenciados por el sitio web.